# World Duty Free Group
World Duty Free Group (WDFG) que es controlada por World Duty Free, uno de los principales grupos mundiales en el sector del travel retail (comercio minorista en los aeropuertos) es la compañía que gestiona tiendas libres de impuestos, principalmente en los aeropuertos, a través de acuerdos de concesión. World Duty Free Group ofrece una gama de productos que se engloba en las siguientes categorías: belleza, bebida, tabaco y alimentación. El grupo se encuentra presente en 20 países, opera más de 550 tiendas.

## Historia
World Duty Free Group se creó desde 1955 tras la adquisición e integración por parte del Grupo Autogrill, empresa matriz, de las líneas de negocio complementarias en temas de segmentación de mercado y regiones geográficas de Aldeasa, World Duty Free y Alpha Group. 

### Inicios
En 1976, Aldeasa empezó en el negocio de las tiendas de los aeropuertos. Alpha Airport Shopping había tenido presencia en diferentes áreas de los aeropuertos de Reino Unido desde los inicios del negocio retail en 1955. Por su parte, Heathrow Airport Holdings (BAA) fundó World Duty Free para gestionar las tiendas libres de impuestos y de tasas en todos aeropuertos de Reino Unido. 

### Expansión y consolidación
En la década posterior a la abolición del duty free dentro de la Unión Europea (1999), la compañía italiana Autogrill S.p.A. adquirió los negocios de Aldeasa, Alpha y World Duty Free.  Tras la adquisición de Aldeasa (el 50% en 2005 y el 50% restante en 2008) Autogrill Group comenzó un proceso para integrar este negocio en la división de Alpha Group Travel Retail (adquirido en 2007). Este proceso les llevó a la creación en 2011 del nuevo World Duty Free Group, en el que quedó agrupado todo el negocio de Travel Retail y Duty Free de Autogrill. La compañía se convirtió en 2011 en una compañía global, formada por las europeas Aldeasa y WDF y con una experiencia en la industria que se remonta a los años 50. 
En septiembre de 2013, Autogrill completó la transferencia de su división norteamericana de travel retail de HMSHost y sus subsidiarias hacia WDFG.

### Actualidad
En noviembre de 2013, World Duty Group ganó la licitación para operar 11 tiendas en el aeropuerto de Helsinki – Vantaa Airport. Este es el primer negocio de la compañía en los países nórdicos. Gracias a ello, WDFG opera cuatro establecimientos duty free y duty paid, que incluyen dos tiendas de paso y las principales categorías de productos de belleza, licor, tabaco y pastelería. El grupo opera alrededor de 2.500 m² para estas categorías. También opera siete tiendas especializadas, que suman un total de 600 m²  y que están  destinados a productos de lujo. Las operaciones WDFG en el aeropuerto de Helsinki comenzaron en marzo de 2014. Las primeras de las tiendas renovadas abrirán en 2015.
En noviembre de 2014 Eugenio Andrades fue nombrado nuevo Consejero Delegado tras la dimisión de José María Palencia. También en el mes de noviembre de 2014, el nuevo CEO informó que World Duty Free Group desinvertía en su negocio de Palacios y Museos.

## Localización
World Duty Free Group está presente en los aeropuertos de España y Reino Unido y cuenta con una importante presencia internacional en Oriente Medio, Norteamérica, América Latina y el Caribe.  

## Líneas de negocio
Los negocios de la empresa se dividen en dos grandes líneas: la distribución comercial aeroportuaria, que supone la inmensa mayoría de los ingresos (un 97,7%) y la explotación de espacios comerciales en palacios y museos. Asimismo realizan operaciones de menor calado en restauración, publicidad y venta mayorista. 

### Distribución aeroportuaria
La actividad comercial en los aeropuertos es la principal línea de negocio del World Duty Free Group, gracias a cuyo desarrollo, diversificación y expansión internacional la compañía ocupa una importante posición en el sector.

#### Tiendas generales
Estas tiendas se encuentran englobadas en Travel Retail & Duty Free, las cuales son utilizadas según el país, localización y tratamiento fiscal del establecimiento, representando un mismo concepto de fondo. Se encuentran en todos los aeropuertos donde World Duty Free Group mantiene concesiones de explotación.

#### Especializadas
Además de las tiendas generales, la empresa cuenta con diferentes establecimientos especializados:
- Sensación Beauty Free: Perfumería de gama alta.
- La Cava del Cigarro: Venta de marcas internacionales de tabaco.
- Delicatessen: Tiendas "gourmet" con productos de diversa procedencia (jamón ibérico, aceite de oliva virgen extra, quesos, chocolates, patés, vinos...)
- On Air: Venta de música y videojuegos así como novedades en audio, video y fotografía, pequeños electrodomésticos y accesorios.
- Watch & See: Complementos de primeras marcas tales como gafas o relojes de Gucci, Dior, Emporio Armani, Dolce & Gabanna, Diesel, DKNY y Fossil.
- La Cava del Vino: Selección de vinos, cavas y champanes españoles e internacionales.
- Tiendas especializadas en marcas concretas como Lacoste, Timberland, Tous, Hugo Boss, Springfield y Women Secret.

#### Shopping
La marca Fashion & Fun se engloban ciertos espacios comerciales pensados como "pequeños grandes almacenes" situados dentro de las zonas de tránsito de los aeropuertos.
La marca Thinking agrupa una serie de espacios destinados a la venta de suvenires de todo tipo, desde camisetas o tazas hasta reproducciones artísticas o libros.
Además de las marcas comercializadas en tiendas individuales, World Duty Free Group comercializa en sus establecimientos "Les Boutiques" productos de alta joyería, relojería, piel y textil de marcas como Cartier, Carrera, Loewe, Bulgari, Salvatore Ferragamo, Mont Blanc, Dupont, Burberry, Baume & Mercier, Omega, Samsonite, Longchamp y Tag Heuer.
Con las marcas "Basics!" y "Bijoux Terner" la empresa explota el mercado outlet aplicado a las tiendas aeroportuarias, ofreciendo a precios inferiores artículos de perfumería, cosmética, moda, accesorios y complementos de moda como bolsos, pashminas, gafas o bisutería.

### Otros negocios
En los últimos años World Duty Free Group ha diversificado su negocio pasando también a servir productos a otras tiendas de conveniencia en aeropuertos, puertos, puestos fronterizos, así como para la venta a bordo de ferris o aviones. También ofrecen servicios publicitarios y de diseño de tiendas aeroportuarias no pertenecientes a su red de establecimientos.